# Andromma katangense
Espèce
Synonymes
- Andromma katangensis Bosselaers & Jocqué, 2022

Andromma katangense est une espèce d'araignées aranéomorphes de la famille des Liocranidae.

## Distribution
Cette espèce est endémique du Haut-Katanga au Congo-Kinshasa,. Elle se rencontre vers Likasi.

## Description
La femelle holotype mesure 4,18 mm.
Cette araignée est termitophile.

## Systématique et taxinomie
Cette espèce a été décrite par Bosselaers et Jocqué en 2022.

## Étymologie
Son nom d'espèce, composé de katangens[a] et du suffixe latin -ense, « qui vit dans, qui habite », lui a été donné en référence au lieu de sa découverte, le Katanga.

## Publication originale
- Bosselaers & Jocqué, 2022 : « Studies in the Liocranidae (Araneae): revision of Andromma Simon, 1893. » European Journal of Taxonomy, vol. 850, p. 1-78 (texte intégral).